# 賽馬場
賽馬場，也作跑馬場、競馬場、馬場，是專門用來舉辦賽馬競技或馬術表演的场地。现代賽马场的雏形源自古希腊時代，多為露天形式，主要設施包括馬房、跑道、看臺以及草地或沙圈。

## 知名马场
- 中国大陆
  - 广州赛马场
  - 從化馬場
  - 福州跑馬場
  - 青島跑馬場
- 香港
  - 跑马地马场
  - 沙田馬場
- 澳門氹仔馬場
- 首尔赛马公园
- 日本
  - 東京競馬場
  - 中山競馬場
  - 阪神競馬場
  - 京都競馬場
- 墨尔本費明頓馬場
- 美国
  - 圣安妮塔公园
  - 邁阿密灣流園馬場（英语：Gulfstream Park）
- 西班牙马德里马场
- 英国
  - 萨福克郡新市镇赛马场 （页面存档备份，存于）
  - 萨里郡叶森马场
- 法國
  - 巴黎朗香马场 （页面存档备份，存于）
  - 巴黎奥特伊马场 （页面存档备份，存于）
- 俄羅斯莫斯科中央马场

### 内部链接
- 香港跑马地马场
- 香港沙田马场
- 赛马
- 马术
- 跑馬場 (電視劇)（中国大陆首部反映跑马场文化的历史剧）